# Mont de Couvet
Mont de Couvet är en kulle i Schweiz. Den ligger i kantonen Neuchâtel, i den västra delen av landet, 60 km väster om huvudstaden Bern. Toppen på Mont de Couvet är 1 024 meter över havet.